# Castillo de Hartenberg

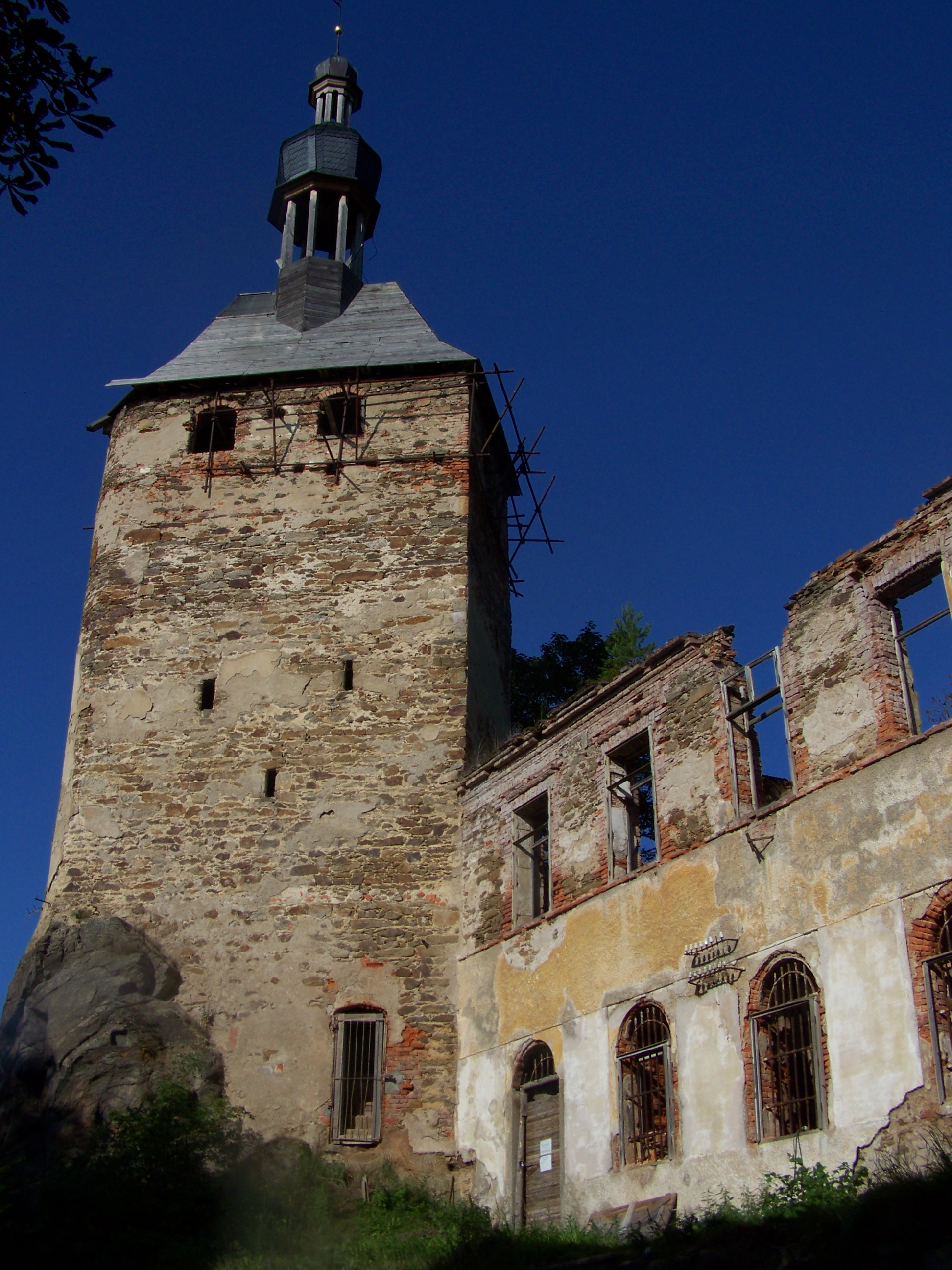
La torre del castillo con el tejado arreglado

El castillo de Hartenberg es un castillo en la República Checa localizado cerca de la frontera norte con Alemania. Se encuentra en la región de Bohemia occidental, en el valle del río Svatava, al norte de la población de Sokolov. Las impresionantes vistas contrastan con el nombre: Hartenberg significa «roca dura» en alemán. 

## Historia
Probablemente, Hartenberg fue construido durante el reino del emperador Federico Barbarroja, asociado a las cruzadas. Investigaciones arqueológicas han probado ese origen Románico. En 1214 un nuevo feudo administrativo fue creado en Cheb, y dado a la familia Hartenberg. Este también es el primer año del que se tienen referencias históricas. En esa época, el castillo pagaba tributo a la orden de los Bernardinos.
Durante la Edad Media el castillo participó en varios torneos, y ganó su primer blasón, el Schranik (Cruz de Hierro).
En tiempos de Carlos IV, y las guerras husitas, Hartenberg era un castillo Real, y se mantuvo un inexpugnable bastión del catolicismo incluso después. En el mandato de Segismundo de Luxemburgo, la familia Checa más rica (Schlik) compró el castillo. Su fortuna venía de las minas de oro, y de la Real Casa de la Moneda, la cual poseían. La familia Schlik también ha pasado a la historia como la inventora de una técnica única para trabajar la moneda. Esa técnica es tan efectiva y popular que fue usada para fabricar varias divisas extranjeras, incluyendo dólares americanos. Durante el reino de Vladislao II la familia Schlik decidió ampliar el castillo. Querían empezar una nueva etapa en la historia de Hartenberg.
En el siglo XVI la región de Hartenberg era famosa por la pesca, minería y silvicultura. Pero en la mitad de ese siglo, empezó el reinado de los Habsburg, y la familia Schlik tuvo que escapar y dejar toda su riqueza atrás. El nuevo rey de Habsburgo (Rodolfo II) vendió el castillo a la familia Pisnic. Estos nuevos propietarios lo reconstruyeron según el estilo renacentista. Hasta 1945 el castillo fue heredado por la parte femenina de la familia Pisnic. La línea sucesoria fue la siguiente: Bred, Aursperg, Kopala. El castillo floreció culturalmente y socialmente especialmente en tiempo de los Aursperg.
El eminente poeta J. W. Goethe fue algunas veces a estudiar la gran colección de libros prohibidos de alquimia.
El último propietario del castillo fue el barón Kupalova. Como ciudadano alemán, en 1945 fue desprovisto de su riqueza y obligado a volver a Alemania. Después de esto, la colección de libros de Hartenberg fue dividida y repartida entre muchos otros castillos. En este tiempo fue cuando el castillo fue abandonado y empezó a deteriorarse. Hartenberg como patrimonio alemán fue sentenciado a la destrucción.
En 1979 el primer grupo de voluntarios fue al castillo para empezar a restaurar, pero después de 6 meses de trabajo el gobierno comunista cerró el castillo y prohibió todo tipo de actividad en el lugar.
En 1985 hubo un gran fuego que destruyó casi completamente el complejo.
En 1997 el castillo salió a subasta y se convirtió en propiedad privada. En 2000 voluntarios de todo el mundo empezaron a hacer trabajos voluntarios en el castillo. En principio, consistían en la limpieza de los alrededores, hasta que desde 2004 la verdadera reconstrucción del castillo está en proceso. Hasta 2011 aproximadamente 1000 voluntarios de unos 60 países han ayudado con la reconstrucción.

## Cómo llegar
Se puede ir en coche, tren o autobús. Los taxis en República Checa son muy caros, lo mejor es hacer todo el camino en tren, o parte del camino en tren y parte en autobús.
La red de trenes locales es bastante completa Página de horarios de trenes y autobuses.
De acuerdo con Google Maps, hay 153 o 214 km desde Praga hasta Hřebeny, dependiendo si se toma la ruta por Karlovy Vary o por Pilsen. Hay que indicar claramente el billete al vendedor, ya que probablemente no sepa inglés y puede darnos un número equivocado de billetes o por una ruta no deseada.
- Estar preparado para un largo viaje, los trenes en República Checa son lentos, pero cómodos.
- Si hay que hacer transbordos, guardar el billete, en el cual está indicad el destino final.
- En Sokolov, hay que tomar el tren de cercanías en dirección a Kraslice o Klingenthal, que acaba en Zwickau, hay que montar en trenes en los que ponga eso.
- Cuesta unas 16 coronas (60 céntimos).
- Desde la estación de Hřebeny hasta el castillo hay unos 2 kilómetros, cuesta arriba así que puede que si se contacta con alguien antes de ir pasen a recogernos.